# Героичната шесторка: Сериалът
„Героичната шесторка: Сериалът“ (на английски: Big Hero 6: The Series) е американски супергеройски анимационен сериал, който се излъчва на 20 ноември 2017 г. до 15 февруари 2021 г. Сериалът е продуциран от „Дисни Телевижън Анимейшън“ и е създаден от Марк Макоркъл и Боб Шули, които са известни със създаването на сериалите „Баз Светлинна година“ и „Ким Суперплюс“. Сериалът е базиран на едноименния филм на Дисни от 2014 г., който е свободно базиран на едноименната комиксова поредица, публикувана от „Марвел Комикс“. Сериалът е продължение, тъй като заема място след събитията на филма и използва традиционна рисувана анимация.
Премиерата на сериала се излъчи със 43-минутен епизод, озаглавен „Завръщането на Баймакс“ по Disney XD на 20 ноември 2017 г. През 2018 г. сериалът се премества от Disney XD до Disney Channel, преди премиерата на сериала. Сериалът е излъчен премиерно с два епизода по Disney Channel на 9 юни 2018 г.
Втория сезон се излъчва премиерно на 6 май 2019 г., докато третия сезон е потвърден преди това.
Третия сезон се излъчва премиерно на 21 септември 2020 г. по Disney XD, и приключва на 15 февруари 2021 г.
През декември 2020 г. „Дисни“ обявява спиноф сериал, който е озаглавен Baymax! и продуциран от „Уолт Дисни Анимейшън Студиос“. Сериалът е пуснат по „Дисни+“ на 29 юни 2022 г.

## В България
В България сериалът също е излъчен по локалната версия по „Дисни Ченъл“ с нахсинхронен дублаж на студио „Александра Аудио“, и в него участват Явор Караиванов, Владимир Зомбори, Ралица Стоянова и Севар Иванов.